# Karehkel
Karehkel is een bestuurslaag in het regentschap Bogor van de provincie West-Java, Indonesië. Karehkel telt 11.122 inwoners (volkstelling 2010).